# Tityus sastrei
Espèce
Tityus sastrei est une espèce de scorpions de la famille des Buthidae.

## Distribution
Cette espèce est endémique du département de Valle del Cauca en Colombie. Elle se rencontre vers Buenaventura.

## Étymologie
Cette espèce est nommée en l'honneur de Claude Henri Léon Sastre.

## Publication originale
- Lourenço & Flórez, 1990 : « Scorpions (Chelicerata) from Colombia. 3. The scorpio-fauna of Pacific region (Choco), with some biogeographic considerations. » Amazoniana, vol. 11, no 2, p. 119-133.